# Koontz Lake
Koontz Lake é uma Região censo-designada localizada no estado americano de Indiana, no Condado de Marshall e Condado de Starke.

## Demografia
Segundo o censo americano de 2000, a sua população era de 1554 habitantes.

## Geografia
De acordo com o United States Census Bureau tem uma área de
10,1 km², dos quais 8,8 km² cobertos por terra e 1,3 km² cobertos por água.

## Localidades na vizinhança
O diagrama seguinte representa as localidades num raio de 16 km ao redor de Koontz Lake.